# Stone Gossard
Stone Gossard, född 20 juli 1966 i Seattle USA, är en amerikansk gitarrist och tillsammans med Jeff Ament och Mike McCready en av grundarna av rockbandet Pearl Jam.

## Musikalisk karriär

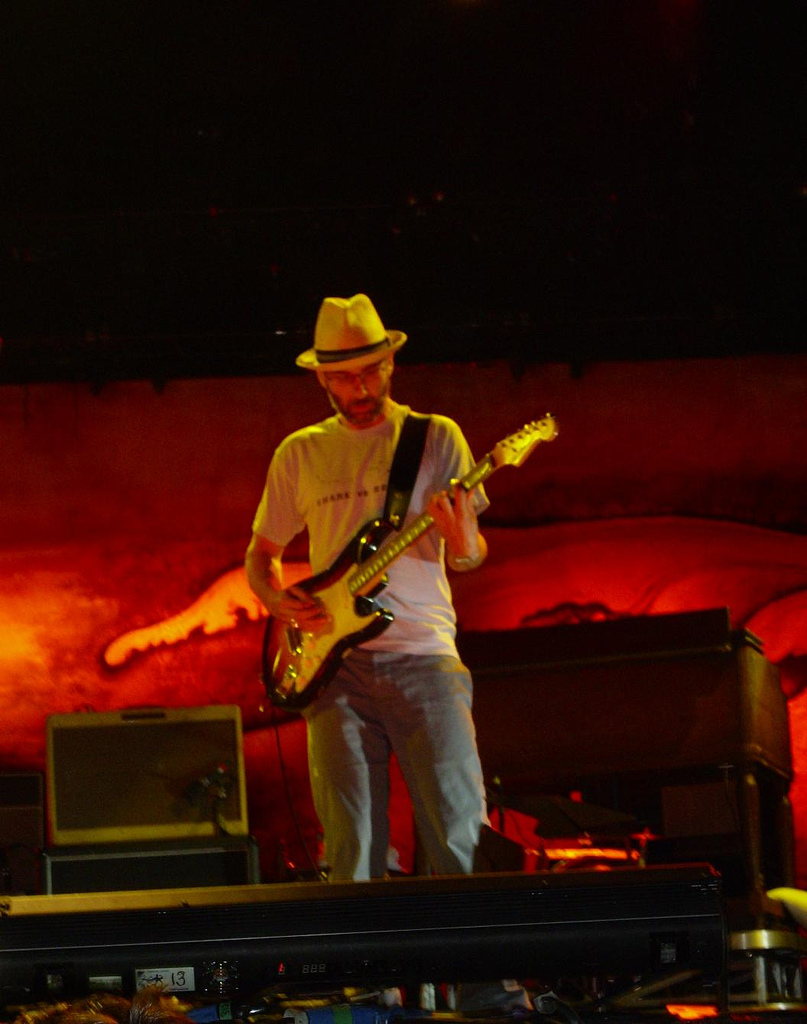
Stone Gossard med Pearl Jam 2007

Gossard bildade sitt första band, March of Crimes, i början av 1980-talet. Detta introducerade honom till stadens musikscen som kom att spela en central roll under musiken i slutet av 1980-talet och fram till mitten av 1990-talet. Han har varit en mycket produktiv och uppskattad musiker ända sedan han dök upp i diverse grungeband. Han var med och startade tre stora grungeband i Seattle, Green River (1984), Mother Love Bone (1987) och Pearl Jam (1991) och han deltog på hyllningsalbumet Temple of the Dog 1991.
Gossard skriver mest musik i Pearl Jam. På debutalbumet Ten hade han skrivit åtta av elva låtar (bland annat hitarna Alive, Even Flow och Black) men idag är låtskrivarrollen mer jämnt fördelad i bandet. Förutom gitarr har han spelat bas, mellotron och kompgitarr samt sjungit i Pearl Jam.
Förutom Pearl Jam är Gossard idag med i bandet Brad som han var med och startade som ett sidoprojekt 1993. Brad har släppt tre album.

## Övrigt
Gossard drev mellan 1995 och 2000 skivbolaget Loosegroove Records. Han äger en inspelningsstudio i Seattle vid namn Studio Litho. 2001 släppte han soloalbumet Bayleaf.
Han medverkade i filmen Singels 1992 i vilken han spelade sig själv som medlem i huvudrollsinnehavaren Matt Dillons band. Under Pearl Jams intressekonflikt med Ticketmaster 1994 var han en av de aktivaste debattörerna i bandet. Liksom flera andra av medlemmarna i Pearl Jam är han en duktig grafiker och har gjort omslag till några av bandets skivsläpp.

## Diskografi (solo)
Studioalbum
- Bayleaf – (2001)
- Moonlander – (2013)